# Michèle Jacot
Michèle Jacot (ur. 5 stycznia 1952 w Pont-de-Beauvoisin) – francuska narciarka alpejska, trzykrotna medalistka mistrzostw świata oraz zdobywczyni Pucharu Świata.

## Kariera
Reprezentowała klub Savoie Mont Blanc. Specjalizowała się w konkurencjach technicznych: slalomie i gigancie, startowała także w kombinacji alpejskiej. W zawodach Pucharu Świata zadebiutowała 3 marca 1967 roku w Sestriere, zajmując 23. miejsce w zjeździe. Pierwsze punkty (do sezonu 1978/79 punktowało tylko dziesięciu najlepszych zawodników) wywalczyła 25 stycznia 1968 roku w Saint-Gervais, gdzie zajęła ósme miejsce w slalomie. Na podium zawodów tego cyklu pierwszy raz stanęła 9 lutego 1969 roku w Vipiteno, wygrywając rywalizację w gigancie. W zawodach tych wyprzedziła Marilyn Cochran z USA i swą rodaczkę, Ingrid Lafforgue. W kolejnych startach jeszcze 20 razy stawała na podium, odnosząc przy tym kolejnych dziewięć zwycięstw: 14 marca 1969 roku w Mont-Sainte-Anne, 4 stycznia 1970 roku w Oberstaufen, 27 lutego 1970 roku w Vancouver, 8 stycznia 1971 roku w Oberstaufen i 20 lutego 1971 roku w Sugarloaf wygrywała giganty, 12 grudnia 1969 roku w Val d’Isère, 6 stycznia 1970 roku w Grindelwald i 9 stycznia 1971 roku w Oberstaufen wygrywała slalomy, a 20 stycznia 1971 roku w Schruns była najlepsza zjeździe. W sezonie 1969/1970 zwyciężyła w klasyfikacji generalnej i w klasyfikacji giganta, a w klasyfikacji slalomu zajęła drugie miejsce. Ponadto w sezonie 1970/1971 była druga w klasyfikacji generalnej i klasyfikacji giganta, a w sezonie 1968/1969 była ponownie druga w klasyfikacji giganta.
Wystartowała na igrzyskach olimpijskich w Sapporo w 1972 roku, gdzie była piętnasta w zjeździe i szesnasta w gigancie, a w slalomie została zdyskwalifikowana. Podczas rozgrywanych cztery lata później igrzysk w Innsbrucku była trzynasta w gigancie, siedemnasta w zjeździe, a slalomu nie ukończyła. W 1970 roku zdobyła złoty medal w kombinacji na mistrzostwach świata w Val Gardena, gdzie wyprzedziła Francuzkę: Florence Steurer i Marilyn Cochran. Dzień wcześniej zajęła trzecie miejsce w slalomie, plasując się za Ingrid Lafforgue i Barbarą Cochran z USA. Na tej samej imprezie była też między innymi czwarta w gigancie, przegrywając walkę o medal z Françoise Macchi o 0,02 sekundy. Zdobyła ponadto srebrny medal w slalomie podczas mistrzostw świata w Sankt Moritz w 1974 roku. Rozdzieliła tam Hanni Wenzel z Liechtensteinu i Lise-Marie Morerod ze Szwajcarii.
Zwyciężyła w prestiżowych zawodach w Arlberg-Kandahar w 1970 w kombinacji, w 1976 została mistrzynią Francji w kombinacji.

## Osiągnięcia

### Igrzyska olimpijskie
| Miejsce | Dzień     | Rok  | Miejscowość | Konkurencja | Czas biegu | Strata | Zwyciężczyni       |
| ------- | --------- | ---- | ----------- | ----------- | ---------- | ------ | ------------------ |
| 15.     | 5 lutego  | 1972 | Sapporo     | Zjazd       | 1:36,68    | +4,05  | Marie-Theres Nadig |
| 16.     | 8 lutego  | 1972 | Sapporo     | Gigant      | 1:29,90    | +3,71  | Marie-Theres Nadig |
| DSQ1    | 11 lutego | 1972 | Sapporo     | Slalom      | 1:31,24    | -      | Barbara Cochran    |
| 17.     | 8 lutego  | 1976 | Innsbruck   | Zjazd       | 1:46,16    | +3,82  | Rosi Mittermaier   |
| DNF2    | 11 lutego | 1976 | Innsbruck   | Slalom      | 1:30,54    | -      | Rosi Mittermaier   |
| 13.     | 13 lutego | 1976 | Innsbruck   | Gigant      | 1:29,13    | +2,31  | Kathy Kreiner      |

### Mistrzostwa świata
| Miejsce | Dzień     | Rok  | Miejscowość  | Konkurencja | Czas biegu | Strata | Zwyciężczyni          |
| ------- | --------- | ---- | ------------ | ----------- | ---------- | ------ | --------------------- |
| 8.      | 11 lutego | 1970 | Val Gardena  | Zjazd       | 1:58,34    | +3,83  | Annerösli Zryd        |
| 3.      | 13 lutego | 1970 | Val Gardena  | Slalom      | 1:40,44    | +1,76  | Ingrid Lafforgue      |
| 4.      | 14 lutego | 1970 | Val Gardena  | Gigant      | 1:20,46    | +0,16  | Betsy Clifford        |
| 1.      | 3 lutego  | 1970 | Val Gardena  | Kombinacja  | 30,31 pkt  | -      | -                     |
| 15.     | 5 lutego  | 1972 | Sapporo      | Zjazd       | 1:36,68    | +4,05  | Marie-Theres Nadig    |
| 16.     | 8 lutego  | 1972 | Sapporo      | Gigant      | 1:29,90    | +3,71  | Marie-Theres Nadig    |
| DSQ1    | 11 lutego | 1972 | Sapporo      | Slalom      | 1:31,24    | -      | Barbara Cochran       |
| DNF     | 3 lutego  | 1974 | Sankt Moritz | Gigant      | 1:43,18    | -      | Fabienne Serrat       |
| 15.     | 7 lutego  | 1974 | Sankt Moritz | Zjazd       | 1:50,84    | +3,42  | Annemarie Moser-Pröll |
| 2.      | 8 lutego  | 1974 | Sankt Moritz | Slalom      | 1:34,63    | +0,52  | Hanni Wenzel          |
| 17.     | 8 lutego  | 1976 | Innsbruck    | Zjazd       | 1:46,16    | +3,82  | Rosi Mittermaier      |
| DNF2    | 11 lutego | 1976 | Innsbruck    | Slalom      | 1:30,54    | -      | Rosi Mittermaier      |
| 13.     | 13 lutego | 1976 | Innsbruck    | Gigant      | 1:29,13    | +2,31  | Kathy Kreiner         |

### Puchar Świata

#### Miejsca w klasyfikacji generalnej
- sezon 1967/1968: 34.
- sezon 1968/1969: 8.
- sezon 1969/1970: 1.
- sezon 1970/1971: 2.
- sezon 1971/1972: 11.
- sezon 1973/1974: 26.
- sezon 1974/1975: 20.

#### Miejsca na podium w zawodach
1. Vipiteno – 9 lutego 1969 (gigant) – 1. miejsce
2. Mont-Sainte-Anne – 14 marca 1969 (gigant) – 1. miejsce
3. Val d’Isère – 10 grudnia 1969 (gigant) – 3. miejsce
4. Val d’Isère – 12 grudnia 1969 (slalom) – 1. miejsce
5. Lienz – 19 grudnia 1969 (gigant) – 2. miejsce
6. Oberstaufen – 4 stycznia 1970 (gigant) – 1. miejsce
7. Grindelwald – 6 stycznia 1970 (slalom) – 1. miejsce
8. Bad Gastein – 15 stycznia 1970 (zjazd) – 3. miejsce
9. Garmisch-Partenkirchen – 30 stycznia 1970 (zjazd) – 3. miejsce
10. Val Gardena – 13 lutego 1970 (slalom) – 3. miejsce
11. Jackson Hole – 21 lutego 1970 (zjazd) – 3. miejsce
12. Vancouver – 27 lutego 1970 (gigant) – 1. miejsce
13. Val d’Isère – 19 grudnia 1970 (zjazd) – 3. miejsce
14. Oberstaufen – 8 stycznia 1971 (gigant) – 1. miejsce
15. Oberstaufen – 9 stycznia 1971 (slalom) – 1. miejsce
16. Grindelwald – 14 stycznia 1971 (slalom) – 2. miejsce
17. Schruns – 20 stycznia 1971 (zjazd) – 1. miejsce
18. Sugarloaf – 20 lutego 1971 (gigant) – 1. miejsce
19. Abetone – 10 marca 1971 (gigant) – 2. miejsce
20. Maribor – 7 stycznia 1972 (gigant) – 2. miejsce
21. Heavenly Valley – 3 marca 1972 (slalom) – 2. miejsce

- 10 zwycięstw, 5 drugich i 6 trzech miejsc.